# 阿部奈々美
阿部 奈々美（あべ ななみ、1972年10月11日 - ）は、日本のフィギュアスケートコーチ兼振付師。三島学園女子高等学校卒、東北学院大学卒。

## 経歴
宮城県仙台市出身。3歳からスケートを始める。長久保裕の指導を受け、女子シングルの選手として活動した。全日本選手権にはシニア1年目の高校3年時と大学4年時の2度出場している。
大学卒業後の1995年にアマチュアを引退してからはディズニー・オン・アイスに出演。ショーの振付師であるサラ・カワハラから強い影響を受けつつ、ツアーのない時期には長久保のアシスタントとして指導や振付を行った。
2001年11月にツアーを引退してからは仙台を拠点にコーチ・振付師としての活動を始め、荒川静香、田村岳斗らの振付を担当した。2004年には荒川静香のサブコーチとして同行し渡米、タチアナ・タラソワ、エフゲニー・プラトフの技術・演技の指導を学ぶ。また、コーチとして羽生結弦を指導し、2010年世界ジュニア選手権優勝や2012年世界選手権銅メダルに導いた。宮城FSC代表もつとめる。
羽生との師弟関係解消後は、国別対抗戦でチームJAPANのグループナンバーの振付等を行い、現在は元々の希望だった振付師としての活動を本格的に開始している。2014年にはNHKの「花は咲く～羽生結弦Ver.～」の振り付けを担当し、このメイキング風景を追ったドキュメント番組などにも出演している。
夫の吉田年伸は建築関係の経営者だったが、妻を助けるために独学でスケート靴の調整技術を習得し、教え子の靴の調製を始めた。現在では独立して泉区のアイスリンク仙台隣接地に工房を併設したショップを開業している。なお羽生は海外に拠点を移した現在でも小包で送るか帰国時に持ち込んで調整を依頼している。東北フリーブレイズのエキップメント・マネジャーや日本代表のスケート靴を担当するなどアイスホッケーのスケート靴も担当するようになった。

## 著書
- もっと深く「知りたい!」フィギュアスケート（東邦出版、2007年）ISBN 9784809406607